# Perimyotis subflavus
Scotozous subflavus é uma espécie de morcego da família Vespertilionidae. Pode ser encontrada no Canadá, Estados Unidos da América, México, Belize e Honduras. É a única espécie do gênero Perimyotis.